# Centre de formation du Dijon FCO
Le centre de formation du Dijon FCO est basé aux Poussots, à Dijon. À son arrivée à la tête du club, le président Delcourt a fait du centre de formation sa priorité.
Toutes les équipes de jeunes du club jouent leurs matchs à domicile au Stade des Poussots, sur un terrain synthétique.
Il a été homologué le 1er juillet 2014, en même temps que les centres de formation d'Ajaccio, d'Angers, d'Évian Thonon Gaillard, d'Istres et de Niort. Le centre de formation dijonnais est homologué de catégorie 2, classification 2B.

## Le centre de formation
Dans les projets depuis de nombreuses années, Olivier Delcourt fait du centre de formation une de ses priorités à sa nomination. Le club obtient l'habilitation de la fédération en février 2013 et le centre est présenté en avril. Les travaux sur le site des Poussots débutent durant le mois de juin,. Le nom du directeur du futur centre est annoncé depuis le mois de décembre 2012, il s'agit de Yann Daniélou. Cependant, des complications administratives ne lui permettent pas de rejoindre le club bourguignon,, et Christophe Point est nommé à sa place,. À la fin du mois de juillet 2013, le DFCO obtient l'agrément du Ministère des Sports ,. Le bâtiment construit, les premiers pensionnaires intègrent le centre à la rentrée scolaire 2013. Le centre de formation du Dijon Football Côte-d'Or est officiellement inauguré le 17 janvier 2014.
Selon Olivier Dall'Oglio, avoir un centre de formation permet au Dijon FCO de garder « les meilleurs joueurs régionaux qui partaient jusqu’aujourd’hui dans les clubs des alentours ».
Après deux saisons, le directeur du centre de formation Christophe Point quitte le club et est remplacé par Sébastien Degrange, qui était son adjoint.
Le vendredi 10 juin 2022, le Dijon FCO annonce que Stéphane Roche devient le nouveau directeur du centre de formation. 

## Palmarès
| Équipes réserves | Équipes de jeunes                           |
| - Champion de CFA 2 - Vainqueur : 2005 - Coupe de Bourgogne - Vainqueur : 2010, 2011 - Finaliste : 2013 - Division d'Honneur - Vainqueur : 2013 | - Coupe de Côte d'Or U13 - Vainqueur : 2013 |